# Књига пророка Малахије
Књига пророка Малахије је једна од књига Светог писма Старог завета. Ова књига је у ствари анонимни спис. Њен јеврејски назив је Мал’ки што значи „Мој гласник“. Вароватно је да су у почетку постојале три збирке, а у садашњем облику ја настала вероватно половином V века пре Исуса Христа.